# アリ・ゴリザデ
アリ・ゴリザデ・ノジェデ（波: علی قلی‌زاده 英: Ali Gholizadeh Nojedeh、1996年3月10日 - ）は、イラン・アルダビール出身のサッカー選手。エクストラクラサ・レフ・ポズナン所属。イラン代表。ポジションはFW。

## 経歴
2013-14シーズンより、監督のエンギン・フィラトに評価されサイパのトップチームに昇格した。
2018年5月30日、シャルルロワに加入した。加入直後より攻撃の核として森岡亮太らと活躍し、2020-21シーズンにはAFCの選出する週間ベストプレーヤー候補にノミネートされた。
2023年2月2日、カスムパシャにレンタル移籍。
2023年7月10日、レフ・ポズナンに3年契約で移籍した。

### 代表
マリ代表との対戦でA代表デビューを果たし、さらに2得点を挙げた。2018 FIFAワールドカップを戦うA代表の予備登録メンバーにも選出されたが本大会のメンバーには選出されず、しかし4年後の2022 FIFAワールドカップを戦うA代表の本大会メンバーに選出された。

## 代表歴

### 出場大会
- イラン代表
  - 2022 FIFAワールドカップ

### 試合数
- 国際Aマッチ 30試合 6得点（2018年-）[7]

| イラン代表 | 国際Aマッチ | 国際Aマッチ |
| 年         | 出場        | 得点        |
| ---------- | ----------- | ----------- |
| 2018       | 6           | 3           |
| 2019       | 0           | 0           |
| 2020       | 2           | 0           |
| 2021       | 11          | 3           |
| 2022       | 10          | 0           |
| 2023       | 1           | 0           |
| 2024       |             |             |
| 通算       | 30          | 6           |